# Santos Football Club
El Santos Football Club, també conegut pel nom del seu patrocinador Engen Santos, és un club de futbol sud-africà de Ciutat del Cap.

## Història
El club va ser fundat l'any 1982 amb el nom de Lightbody's Santos.

## Palmarès
- Premier Soccer League:[2]

2001-02
- Bob Save Superbowl/ABSA Cup:[3]

2001, 2003
- Federation Professional League:[2]

1983, 1984, 1986, 1987, 1988, 1990
- Copa de la FPL:[3]

1985, 1988, 1990
- BP Top 8:[3]

2002